# 光果五脉绿绒蒿
光果五脉绿绒蒿（学名：Meconopsis quintuplinervia var. glabra）为罂粟科绿绒蒿属下的一个变种。

## 扩展阅读
- 維基物種上的相關：光果五脉绿绒蒿